# 胡椒廚房
胡椒厨房（英語：Pepper Lunch）是一間源於日本，專門銷售牛排鐵板餐的連鎖式快餐店。目前在日本 、臺灣、澳門、南韓、新加坡、香港、中國大陸、美國、澳洲、印尼、泰国、汶萊和加拿大等地共有超過400間分店。

## 烹調方法
胡椒厨房鐵板餐膳的最大特色就是其烹調方法。廚房首先會以電磁爐把鐵板加熱至260攝氏度（500華氏度），然後再把未熟的肉類放在鐵板上，由顧客因應個人喜好，而自行選擇是否把肉類烹熟進食；此外，顧客亦可自行把食物加醬油或香料。

## 分店

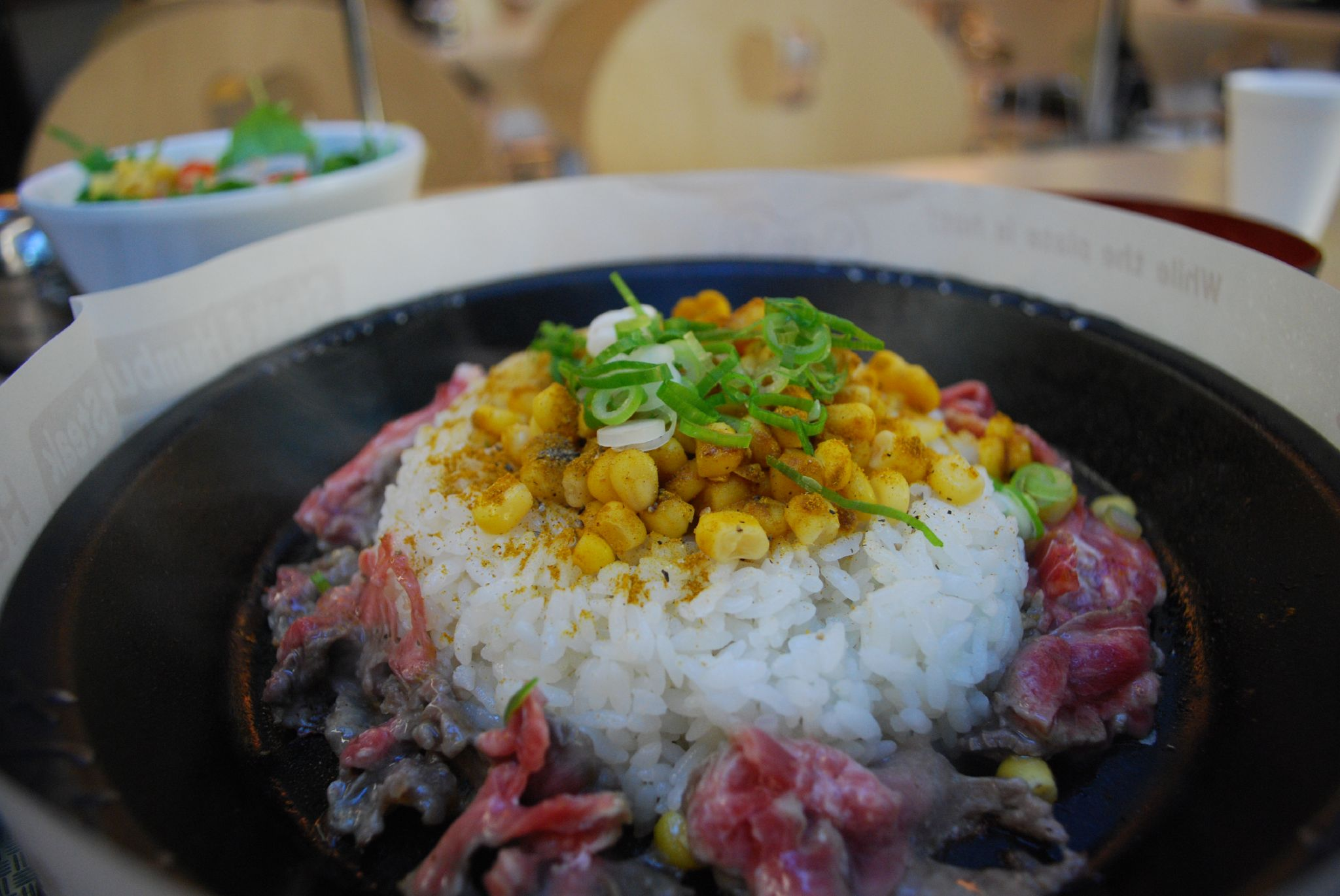
正在烹饪的咖喱牛肉胡椒饭，位于悉尼分店

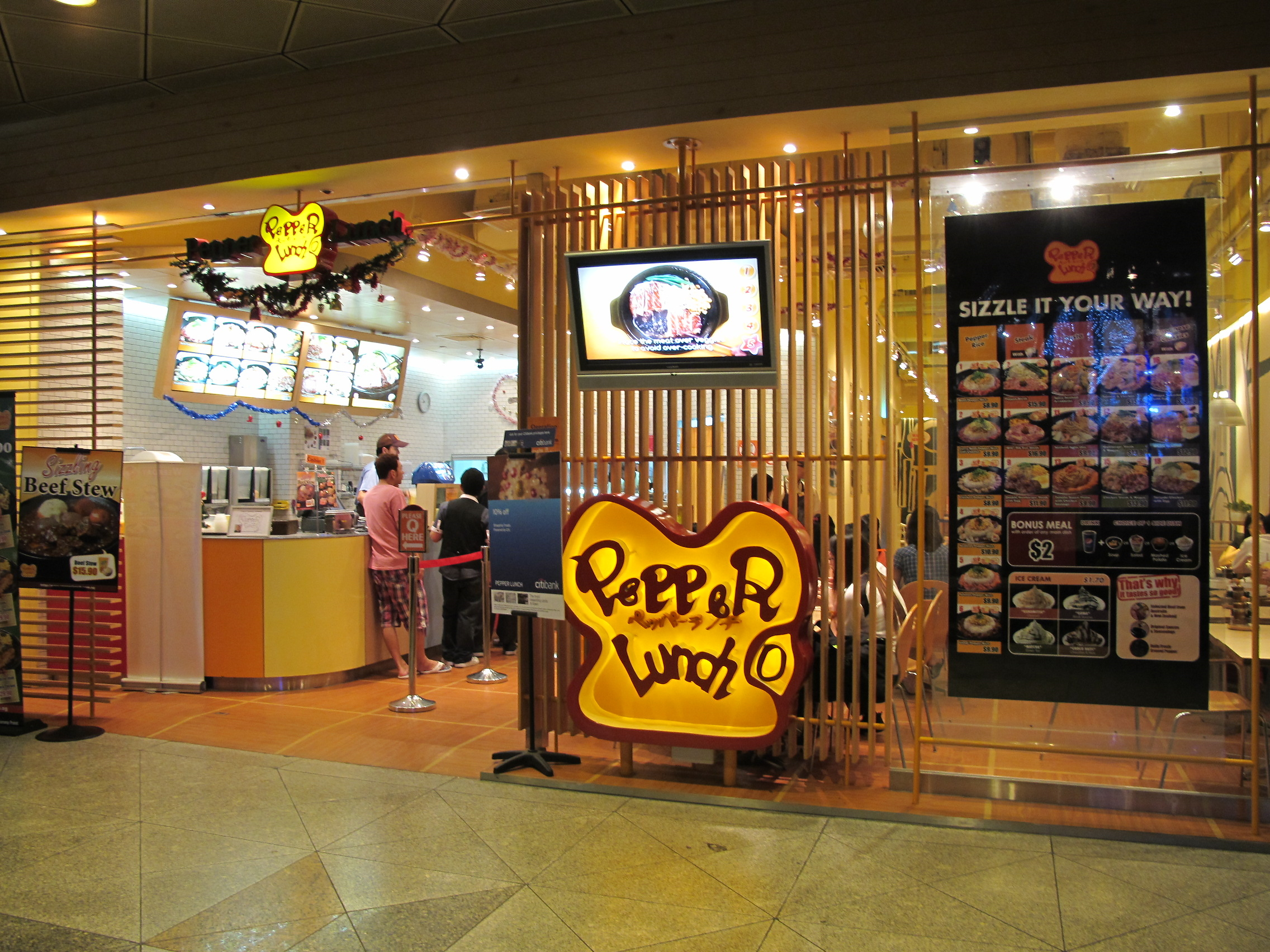
位于新加坡Suntec City的Pepper Lunch餐厅

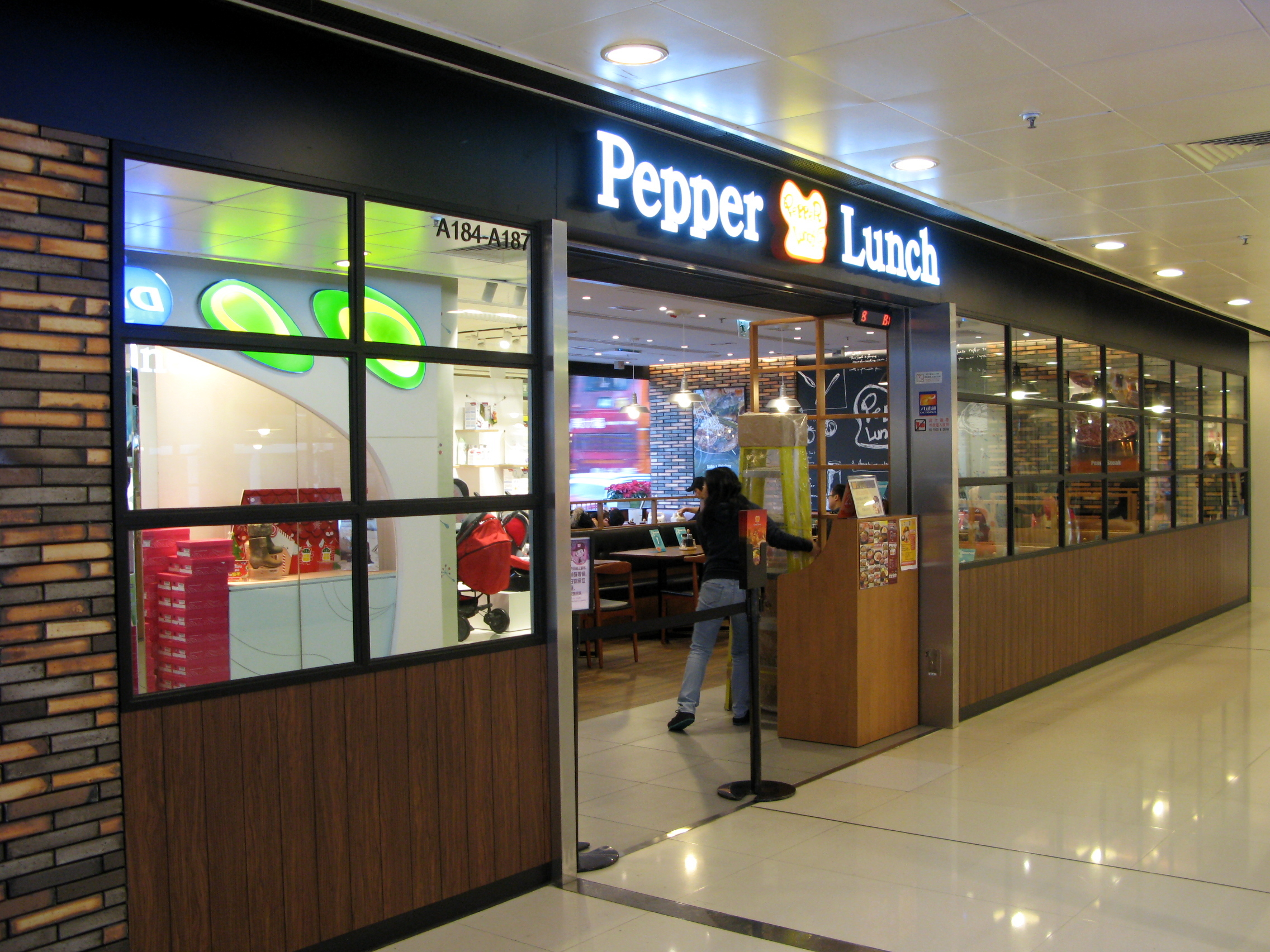
香港沙田新城市廣場內的Pepper Lunch

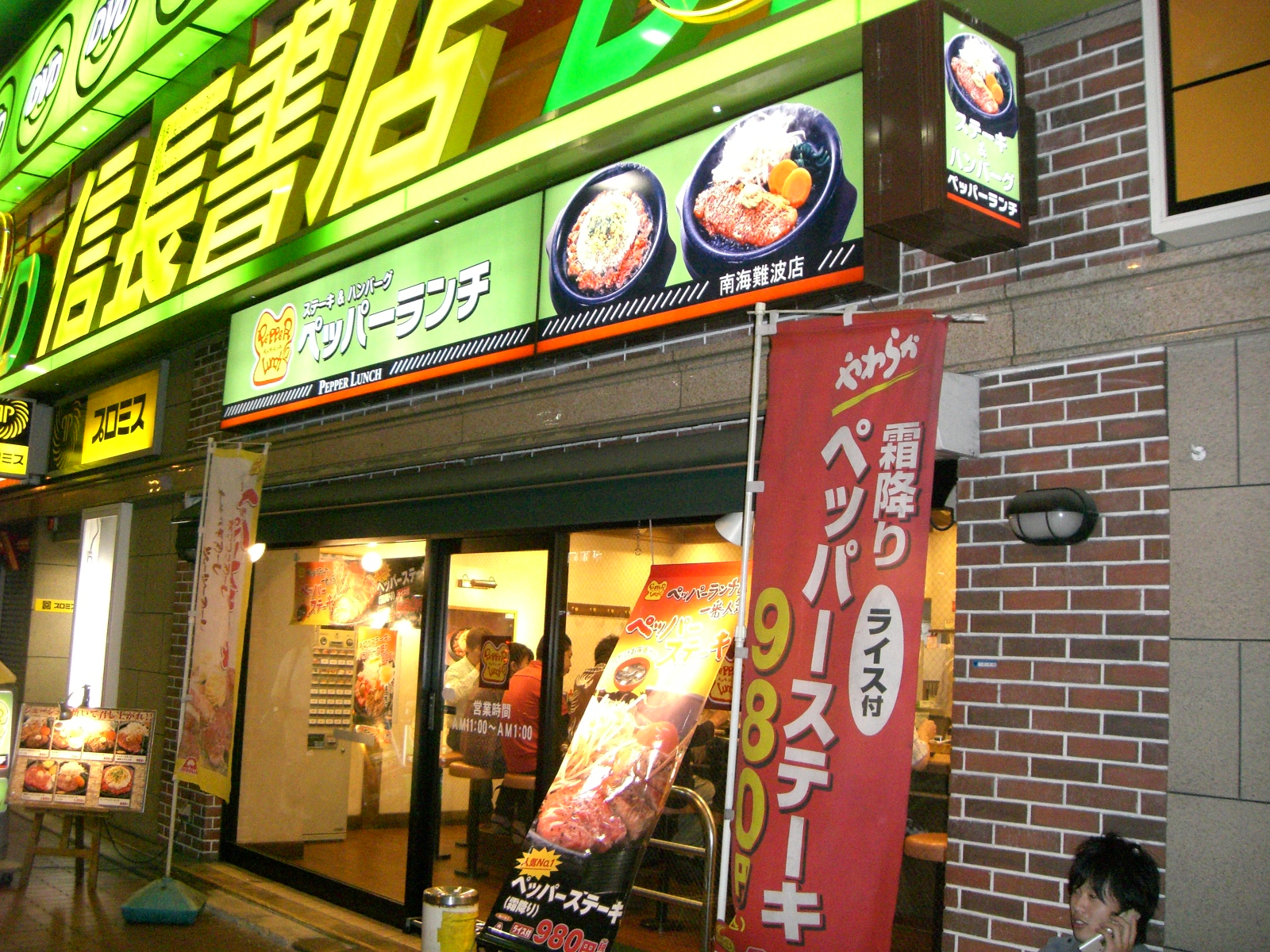
日本大阪南海難波Pepper Lunch

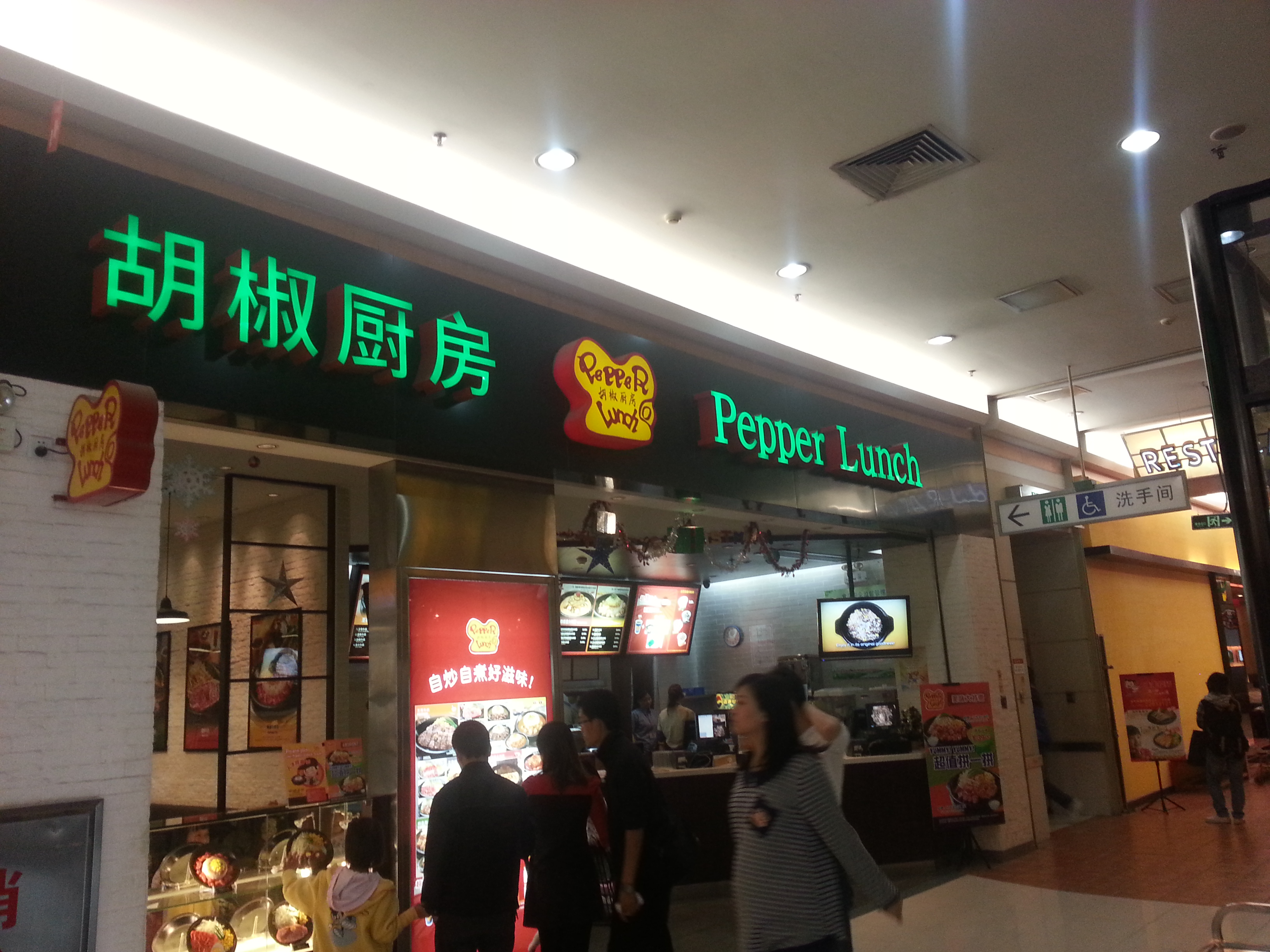
中國順德的Pepper Lunch

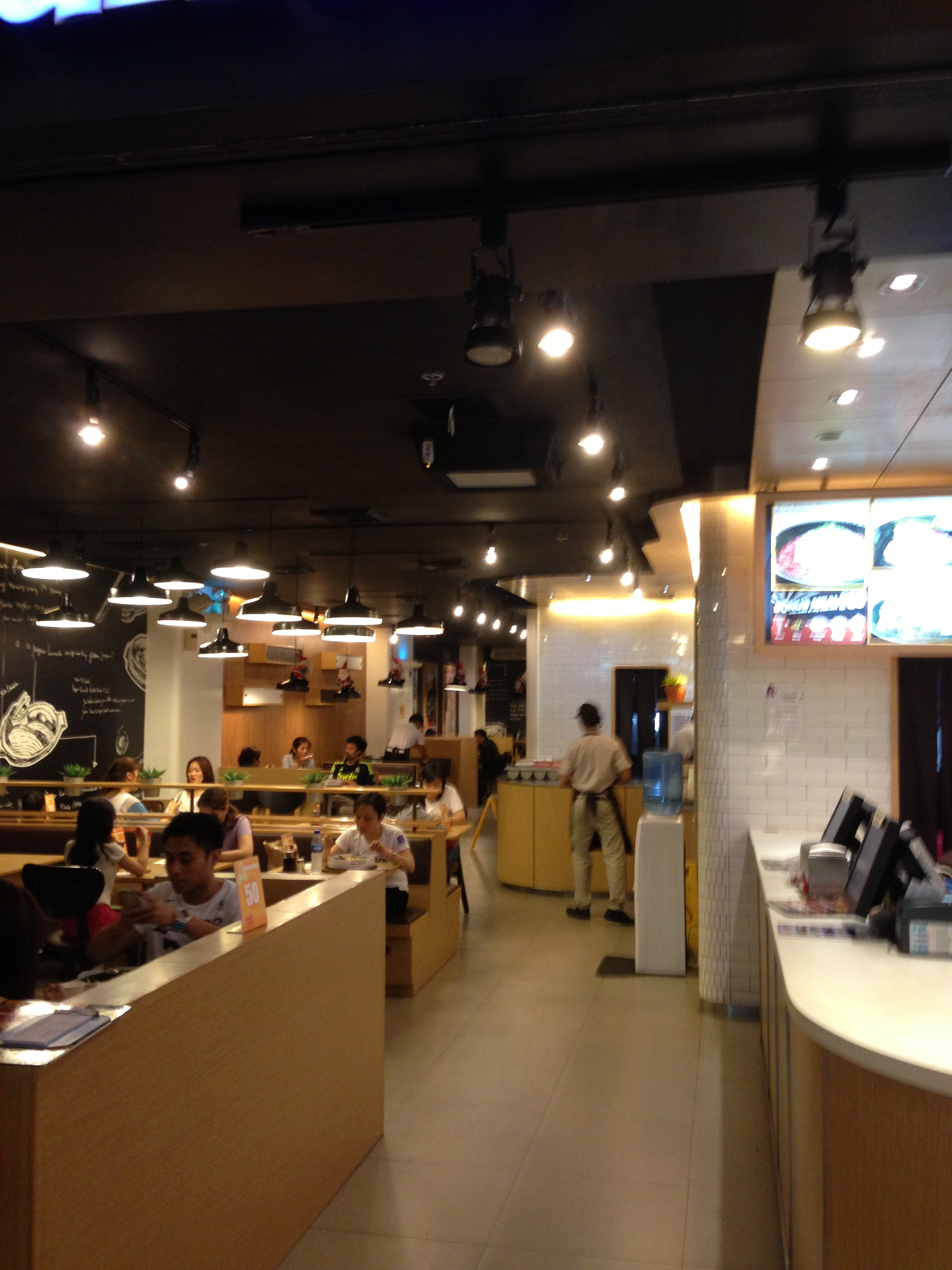
菲律賓的一家Pepper Lunch餐厅內部

香港、印尼、新加坡、泰國、菲律賓及馬來西亞等地的Pepper Lunch由三得利餐飲國際（香港）有限公司及其關聯公司營運；台灣則由捷利國際營運。所有餐廳分別以「Pepper Lunch Restaurant」及「Pepper Lunch Express」營業。前者與一般餐廳無異，後者則常見於美食廣場內，以自取形式運作。2023年7月24日因捷利國際發生資金周轉問題而停業，後於2023年10月由帝神壹期取得營運權回歸。

## 各地分店數目

### 日本
| 地區         | 分店數目 |
| ------------ | -------- |
| 北海道       | 0        |
| 東北         | 11       |
| 關東         | 106      |
| 北陸         | 3        |
| 中部         | 17       |
| 關西         | 18       |
| 中國         | 4        |
| 四國         | 4        |
| 九州         | 12       |
| 沖繩         | 0        |
| 日本全國總數 | 175      |

### 海外分店
| 國家或地區   | 分店數目 |
| ------------ | -------- |
| 香港         | 19       |
| 中国大陆     | 52       |
| 澳門         | 5        |
| 新加坡       | 40       |
| 印度尼西亞   | 36       |
| 泰國         | 16       |
| 菲律賓       | 24       |
| 马来西亚     | 7        |
|              | 1        |
| 越南         | 6        |
| 柬埔寨       | 3        |
|              | 1        |
| 加拿大       | 1        |
| 美国         | 1        |
|              | 10       |
| 臺灣         | 3        |
| 海外分店總數 | 231      |

## 外部連結
- Pepper Lunch 日本官方網站 （页面存档备份，存于）（日語）
- 新加坡網站 （页面存档备份，存于）（英文）
- 菲律宾网站 （页面存档备份，存于）（英文）
- 中国大陆網站 （页面存档备份，存于）（简体中文）
- 台灣網站 （页面存档备份，存于）（繁體中文）
- 香港網站（繁體中文）
- Pepper Food Service Co., Ltd 首页 （页面存档备份，存于）（日語）